# Ruschweiler und Volzer See
Das Gebiet Ruschweiler und Volzer See ist ein mit Verordnung vom 18. Oktober 1989 des Regierungspräsidiums Tübingen ausgewiesenes Naturschutzgebiet (NSG-Nummer 4.162) in der baden-württembergischen Gemeinde Illmensee im Landkreis Sigmaringen in Deutschland.

## Lage
Das rund 70 Hektar (ha) große Naturschutzgebiet Ruschweiler und Volzer See mit dem Ruschweiler See (22,1 ha) und dem Volzer See (4,7 ha) gehört naturräumlich zum Oberschwäbischen Hügelland. Es liegt etwa ein Kilometer nordwestlich der Illmenseer Ortsmitte in den Gemarkungen Illmensee und Ruschweiler, auf einer durchschnittlichen Höhe von 693 m ü. NN.

## Schutzzweck
Wesentlicher Schutzzweck ist die Erhaltung, die Förderung und die weitere Verbesserung der ökologischen Wertigkeit eines Hochmoorrestes von beachtlicher Größe und der ihn umgebenden verschiedenen Moorbiotope als Lebensraum einer artenreichen, charakteristischen Pflanzen‑ und Tierwelt, als Archiv der natur- und landschaftsgeschichtlichen Entwicklung sowie für wissenschaftliche Zwecke.

### Partnerschutzgebiete
Das Naturschutzgebiet Ruschweiler und Volzer See ist umgeben vom Landschaftsschutzgebiet „Illmensee, Ruschweiler See und Volzer See“ (4.37.026) und ist Teil des FFH-Gebiets „Pfrunger Ried und Seen bei Illmensee“ (8122342).